# Định lý Bolzano–Weierstrass
Trong toán học và đặc biệt là giải tích thực, định lý Bolzano-Weierstrass (tiếng Anh: Bolzano-Weierstrass theorem, đặt theo tên hai nhà toán học là Bernand Bolzano và Karl Weierstrass) là một định lý quan trọng về sự hội tụ trong không gian Euclid hữu hạn chiều {\displaystyle \mathbb {R} ^{n}}. Định lý này phát biểu rằng mọi dãy số thực bị chặn trong {\displaystyle \mathbb {R} ^{n}} đều tồn tại một dãy con hội tụ.
Ta cũng có một phát biểu tương đương là một tập con của {\displaystyle \mathbb {R} ^{n}} là tập compact khi và chỉ khi nó đóng và bị chặn.

## Lịch sử và tầm ảnh hưởng
Định lý Bolzano-Weierstrass được đặt tên dựa theo hai nhà toán học là Bernand Bolzano người Tiệp Khắc và Karl Weierstrass người Đức. Định lý này được chứng minh lần đầu bởi Bolzano vào năm 1817 như là một bổ đề trong chứng minh về định lý giá trị trung gian. Khoảng năm mươi năm sau, định lý này lại được chứng minh một lần nữa bởi Weierstrass, người đã phát hiện ra tầm quan trọng của nó. Từ đó, định lý này trở thành một trong những định lý quan trọng của giải tích.

## Chứng minh
Ta sẽ chứng minh định lý này trên trường số thực {\displaystyle \mathbb {R} ^{1}} trước. Nhưng để chứng minh, ta cần sử dụng bổ đề sau đây: 
Bổ đề: Mõi dãy số thực {\displaystyle (x_{n})} đều tồn tại một dãy con đơn điệu (tức là một dãy con, hoặc không tăng hoặc không giảm).
Chứng minh bổ đề: Ta xét tập hợp sau {\displaystyle T=\{m\in \mathbb {N*} :\exists m'>m,x_{m'}>x_{m}\}}
Nếu {\displaystyle T} hữu hạn thì dãy {\displaystyle (x_{n})} sẽ giảm kể từ một chỉ số nào đó.
Nếu {\displaystyle T} vô hạn thì ta sẽ trích ra được một dãy con tăng từ {\displaystyle (x_{n})}.
Do đó trong cả hai trường hợp, ta luôn có một dãy con của {\displaystyle (x_{n})} đơn điệu.
Bổ đề được chứng minh.
Bây giờ xét một dãy {\displaystyle (a_{n})\subset \mathbb {R} } bị chặn bất kỳ. Theo bổ đề trên tồn tại một dãy con đơn điệu, đồng thời bị chặn nên nó hội tụ. 

## Chứng minh tham khảo
Xét dãy {\displaystyle (a_{n})} bị chặn, tức là tồn tại m và M sao cho đoạn {\displaystyle [m;M]} chứa tất cả số hạng của dãy {\displaystyle (a_{n})}.
Ta xây dựng dãy các đoạn thẳng {\displaystyle [x_{n};y_{n}]} theo quy tắc sau:
{\displaystyle x_{1}=m,y_{1}=M.}
Đặt {\displaystyle t={\frac {x_{1}+y_{1}}{2}}}. Vì {\displaystyle [x_{1};y_{1}]} chứa tất cả các số hạng của {\displaystyle (a_{n})} nên một trong hai đoạn {\displaystyle [x_{1};t],[t,y_{1}]} phải chứa vô số số hạng của {\displaystyle (a_{n})}. Nếu đoạn {\displaystyle [x_{1};t]} chứa vô số số hạng của {\displaystyle (a_{n})} thì ta đặt {\displaystyle x_{2}=x_{1},y_{2}=t}. Nếu {\displaystyle [x_{1};t]} chỉ chứa hữu hạn các số hạng của {\displaystyle (a_{n})} ( khi đó {\displaystyle [t,y_{1}]} chứa vô số số hạng của {\displaystyle (a_{n})} ) thì ta đặt {\displaystyle x_{2}=t,y_{2}=y_{1}}.
Bằng phép tương tự, nếu ta đã xây dựng được đoạn {\displaystyle [x_{k};y_{k}]} chứa vô số số hạng của {\displaystyle (a_{n})} thì sẽ xây dựng được đoạn {\displaystyle [x_{k+1};y_{k+1}]} là một trong hai nửa của đoạn {\displaystyle [x_{k};y_{k}]} và cũng chứa vô số đoạn của {\displaystyle (a_{n})}.
Như thế, ta xây dựng được dãy các đoạn thẳng {\displaystyle [x_{k};y_{k}]} lồng nhau, có {\displaystyle y_{k}-x_{k}={\frac {M-m}{2^{k-1}}}\rightarrow 0} và mỗi đoạn {\displaystyle [x_{k};y_{k}]} chứa vô số số hạng của {\displaystyle (a_{n})}. 
Bây giờ ta chọn dãy con {\displaystyle (a_{i_{j}})} của {\displaystyle (a_{n})} như sau:
{\displaystyle (a_{i_{1}})=a_{1}}
1) {\displaystyle i_{j+1}>i_{j}}.
2) {\displaystyle a_{i_{j+1}}\in [x_{j+1};y_{j+1}]}. 
Việc chọn này luôn thực hiện được vì {\displaystyle [x_{j+1};y_{j+1}]} chứa vô số các số hạng của {\displaystyle (a_{n})}.
Do {\displaystyle y_{k}-x_{k}={\frac {M-m}{2^{k-1}}}\rightarrow 0} nên tồn tại duy nhất một số thực {\displaystyle L} là giao của tất cả các đoạn thẳng {\displaystyle [x_{k};y_{k}]} và dễ thấy theo cách chọn, {\displaystyle L} chính là giới hạn của dãy con {\displaystyle (a_{i_{j}})}, tức là ta đã trích ra được một dãy con hội tự từ {\displaystyle (a_{n})}.